# Беккариа (род)

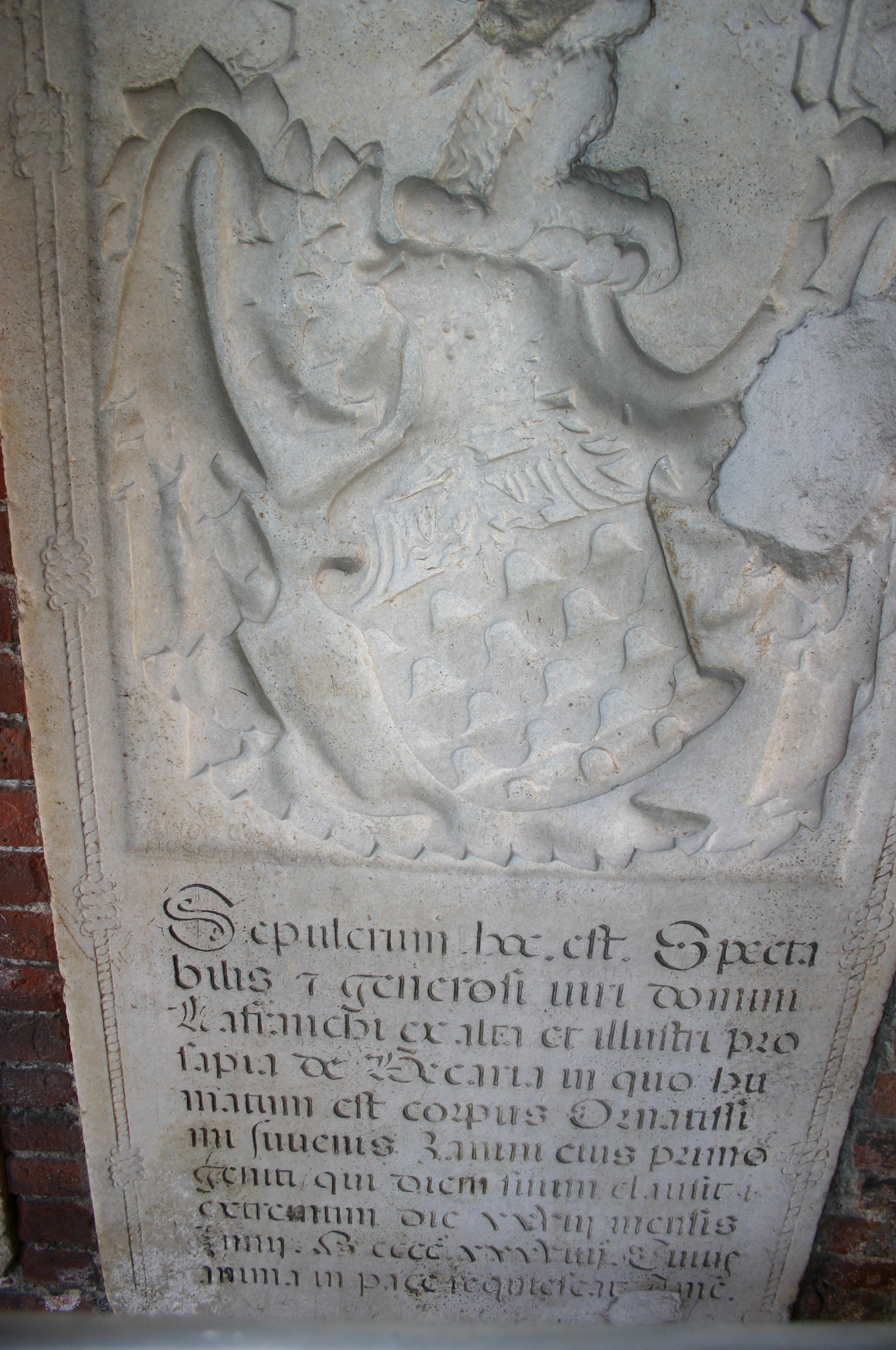
Надгробье Лафранко Беккариа (Lanfranco Beccaria) (1439 год).

Беккариа (итал. Beccaria) — знатный род, который господствовал в итальянском городе Павия в XIII век — XIV веке.

## История
По легенде, род Беккариа возник ещё во времена Константина I. Другая теория связывает этот род с лангобардами, а фамилию производит от лангобардских слов «Berk» и «Skaria», сочетание которых переводится как «человек обороны» или «капитан обороны». Возможно, представители рода занимали высокие военные посты в этом племени. Последние исследования подтверждают происхождение этого рода от лангобардов.
Но первые упоминания о семье Беккариа относятся к XII веку. Первые представители этого рода переселились в Павию из области Ольтрепо Павезе. Уже в XIII веке семья имела большое влияние в Италии, Беккариа посредством династических браков установили родственные связи с представителями сеньоральных родов, консулами и подеста различных городов. Представители этого рода становились епископами, аббатами, консулами и подеста.
Родоначальником правящей семьи Павии был Мурро (умер в 1259), который был подеста в Бергамо и в Пьяченце, а позднее стал народным капитаном в Павии. Беккариа возглавили партию гибеллинов в Павии. После смерти Мурро ему наследовал его сын Джованни, а затем сын Джованни Манфредо (умер в 1322). Они боролись против партии гвельфов во главе с ди Лангоско, захватившими в 1300 году власть в Павии, и вернули контроль над городом лишь благодаря вмешательству Маттео I Висконти. Сын Манфредо Муссо правил Павией до 1341 года и передал власть Кастелино, правившему в Павии до 1358 года. После смерти Кастелино гвельфы попытались восстановить республику, но Висконти присоединили Павию к своим владениям в 1359 году. Беккариа находились на службе у Висконти, хотя и продолжали играть в Павии важную роль. Они владели многими поместьями в окрестностях Павии.

### Беккариа ди Мессер Фьорелло
Фьорелло был сыном Муссо Беккариа и младшим братом последнего правителя Павии из этого рода Кастелино. Он женился на Филиппине Саннадзаро. Был правителем Пьетра-де-Джорджи, его потомки именовались Пьетра-ди-Беккариа. Претендовал на часть Брони.
Для обороны своих земель велел построить замок Рокка-де-Джорджи, замок Кастана также принадлежал Беккариа до 1531 года.
Вымерли в XVI веке.

### Беккариа ди Гропелло
Манфредо был сыном Муссо Беккариа и младшим братом последнего правителя Павии из этого рода Кастелино. Он получил в наследство Гропелло-Кайроли. Ему наследовал сын Конрад, потом внук Манфредо, дочь которого вышла замуж за Гаспаре Висконти. В результате этого эта линия Беккариа пресеклась, а их имущество перешло к Висконти.

### Леодрисино
Леодрисино был самым младшим сыном Муссо Беккариа и братом последнего правителя Павии из этого рода Кастелино. От его сыновей Муссо и Манфредо пошли линии ди Робекко и ди Санто-Джулетта. Сыновья Муссо подняли восстание против Филиппо Мария Висконти, но были побеждены и убиты. Их домен Робекко-Павезе достался Висконти. Эта ветвь пресеклась в XVIII веке. Ветвь Манфредо разделилась еще на три линии -— Беккариа ди Сант-Алессио, Беккариа ди Монтебелло и собственно Беккариа ди Санто-Джулетта. Эта ветвь семьи Беккариа прекратила свое существование в XVII веке.